# Cœurs brûlés
Pour plus de détails, voir Fiche technique et Distribution.
Cœurs brûlés (titre original : Morocco) est un film américain réalisé par Josef von Sternberg, sorti en 1930.
Après L'Ange bleu, Morocco est le deuxième film qui réunit le couple Marlene Dietrich — Josef von Sternberg. Ce film fut le premier à être doublé en français.

## Synopsis

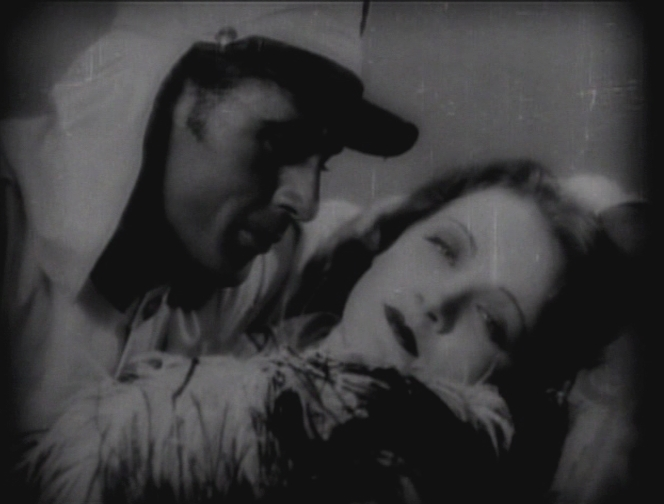
Gary Cooper et Marlene Dietrich

L'action se passe pendant la dernière période de ce qu'il est convenu d’appeler la Pacification du Maroc opérée par l'Armée française.
La chanteuse de cabaret Amy Jolly arrive au Maroc et se produit dans un cabaret de Mogador où elle remarque le beau légionnaire Tom Brown (qui la remarque aussi), tandis que le richissime La Bessière s'entiche d'elle. Mais l'adjudant de Brown, Cæsar (dont il a séduit la femme), poussé à la fois par le devoir et la rancune, envoie le légionnaire dans le bled. Amy décide alors d'accepter l'offre de mariage de La Bessière.
Lors d'un accrochage, l'adjudant Cæsar est tué et Brown blessé. La nouvelle arrive à Mogador pendant le dîner de fiançailles. Amy quitte alors la table et court rejoindre Brown, en compagnie de La Bessière qui, complaisant, l'emmène avec sa voiture.
Amy Jolly retrouve Brown non à l'hôpital mais au bistrot : le vaillant légionnaire n'a pas été blessé, il a seulement fait semblant de l'être pour ne pas revenir à Mogador. Le lendemain il doit repartir quelque part dans le Sahara. Amy Jolly, qui a vu que des femmes indigènes suivent dans ces marches l'unité où sert leur homme, plaque alors La Bessière, suit les femmes et s'enfonce avec elles dans le désert.

## Fiche technique
- Titre : Cœurs brûlés
- Titre original : Morocco
- Réalisation : Josef von Sternberg
- Scénario : Jules Furthman d'après le roman de Benno Vigny intitulé Amy Jolly
- Photographie : Lee Garmes assisté de Lucien Ballard
- Réalisateur seconde équipe : Henry Hathaway
- Décors : Hans Dreier
- Costumes : Travis Banton
- Musique : Karl Hajos et Leo Robin
- Chansons : Give Me the Man ; What Am I Bid for My Apple ; Quand l'amour meurt (Georges Millandy et Octave Crémieux)
- Montage : Sam Winston
- Production : Hector Turnbull
- Société de production : Paramount Pictures
- Tournage : du 15 juillet 1930 au 18 août 1930
- Pays de production :  États-Unis
- Genre : Film dramatique, Film d'aventure
- Langue : Anglais
- Format : Noir et blanc
- Durée : 92 minutes
- Dates de sortie : 
  - États-Unis : 14 novembre 1930
  - France : 11 septembre 1931

## Distribution

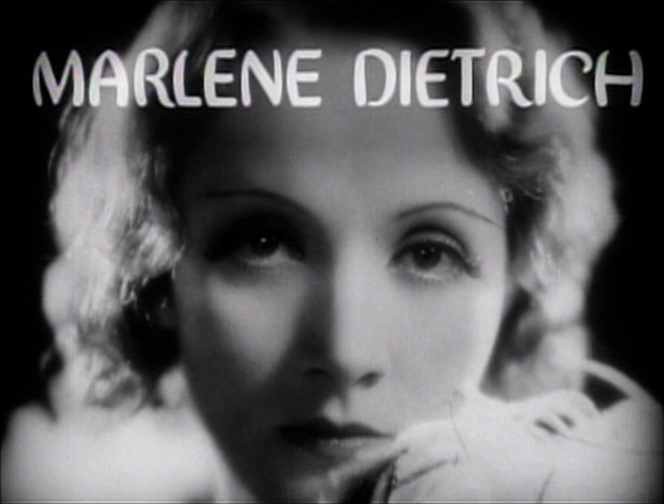

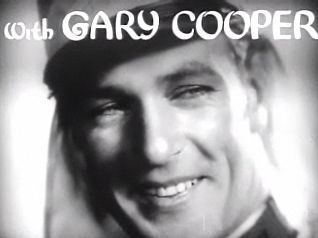

- Gary Cooper : légionnaire Tom Brown
- Marlene Dietrich : Amy Jolly
- Adolphe Menjou : La Bessière
- Ullrich Haupt Sr. : l'adjudant Cæsar
- Eve Southern : Mme Cæsar
- Francis McDonald : Un sergent
- Paul Porcasi : lo Tinto, patron de nightclub
- Émile Chautard : le général
- Juliette Compton : Anna Dolores
- Albert Conti : colonel Quinnovieres
- Theresa Harris : une femme indigène suivant la troupe
- Michael Visaroff : colonel Alexandre Barratière
- Thomas A. Curran (en)
- Harry Schultz : le sergent allemand

## Critiques

### Lors de la sortie du film
Après la preview, le journaliste américain Jimmy Star résume le film dans sa critique qu'il achève par cette phrase : « Si cette femme [Dietrich] ne révolutionne pas l'industrie cinématographique, alors je ne sais pas de quoi je parle. »
« Morocco remporte un important succès commercial et critique. »
On peut lire dans The Outlook à la sortie du film : « A vous de décider si, comme le laisse entendre la Paramount, Marlène Dietrich ressemble ou non à Greta Garbo. Ce qui est sûr c'est qu'elle est une fort jolie femme et une excellente actrice.  Rompue à la comédie musicale allemande, elle parle un anglais sans faille. »
Dans Films in Review, on peut lire un peu plus tard : « Morocco est un film grinçant, subtil, pervers ; l'ironie s'y mêle à la grâce avec un soupçon de regret et de désenchantement. »

### Critiques ultérieures
Jean Tulard : « Marlene gagna avec ce film son statut de star aux États-Unis. »
Homer Dickens : « Le procédé des plans répétés et l'utilisation par Sternberg de la synchronisation font de Morocco un film très en avance sur son époque.[...] Ce film extraordinaire valut à Marlène, à Sternberg et à l'opérateur Lee Garmes un triple Oscar,. »
Thierry de Navacelle : « Morocco est un très beau film. Les dialogues sont parfaits et l'utilisation de la bande-son très moderne pour l'époque. Avec La Femme et le Pantin, c'est sans doute le film le plus parfait de Sternberg. »

## Tournage

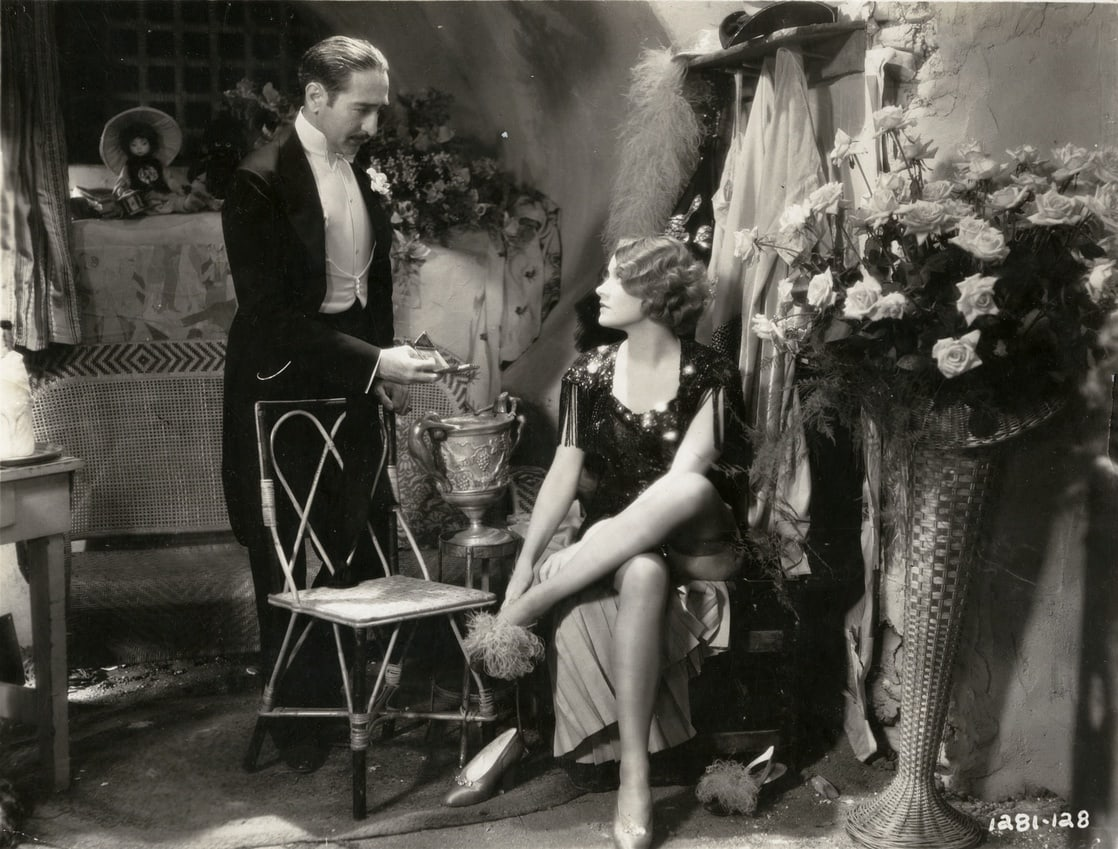
Adolphe Menjou et Marlène Dietrich dans une scène du film.

- Marlene Dietrich, qui parlait peu l'anglais à cette époque, a appris son texte phonétiquement. D'après l'actrice elle-même, sa première scène, avec la phrase : « I won't need any help » a été tournée 48 ou 49 fois, le réalisateur refusant d'user de la post-synchronisation pour rendre audible la fin du mot « help », insupportable aux oreilles de l'ingénieur du son, car prononcé à l'allemande[9].
- Marlène chante trois chansons dans ce film, dont une en français, Quand l'amour meurt de Georges Millandy.

### Lieux de tournage
Cœurs brûlés a été tourné en Californie à :
- Guadalupe Sand Dunes, comté de Santa Barbara
- Imperial County
- Iverson Ranch, Chatsworth (Los Angeles)
- Palmdale
- Ranch Paramount, Agoura
- Studios de la Paramount, Hollywood, Los Angeles

## Récompenses et distinctions

### Récompenses
- National Board of Review Award : 6e des 10 meilleurs films de l'année 1930.
- Kinema Junpo : meilleur film étranger en 1932.

### Nominations
- Oscars 1931 : nominations dans les catégories meilleur réalisateur (Joseph von Sternberg), meilleure actrice (Marlene Dietrich), meilleure photographie (Lee Garmes), et meilleurs décors (Hans Dreier).
- Inscrit au National Film Registry depuis 1992.